# Mit Blasmusik durch Bayern
Mit Blasmusik durch Bayern ist eine Fernsehsendung mit Musik und Information, die seit 2013 in unregelmäßiger Folge vom Bayerischen Rundfunk ausgestrahlt wird. Sie wird moderiert von Georg Ried, der selbst Musiker ist.

## Inhalt
Der Moderator ist unterwegs durch verschiedene Regionen Bayerns, um Menschen, Bräuche und Orte näher kennen zu lernen. Dabei trifft er in der 90-minütigen Sendung interessante Persönlichkeiten und entdeckt altes Handwerk, regionale Köstlichkeiten und Traditionen. Im Hauptfokus steht jedoch die Blasmusik: In den besuchten Orten treten jeweils verschiedenste lokale Blaskapellen auf und spielen moderne Eigenkompositionen oder traditionelles Liedgut. Dabei kommt der Moderator auch mit den jeweiligen Akteuren ins Gespräch und lässt sich von deren musikalischem Werdegang und den Besonderheiten der jeweiligen Gruppen berichten.

## Sendefolge
2013 und 2014 wurde jeweils eine 90-minütige Folge gesendet (die später in jeweils zwei 45-minütige Sendungen aufgespalten wurde). 2016 und 2017 wurden jeweils zwei 45-minütige Sendungen produziert, 2018 und 2019 jeweils eine. Im Jahr 2020 folgte eine besondere 90-minütige Sendung mit Blasmusikanten aus ganz Bayern, die auf dem Münchner Oktoberfest spielen. 2021 wurde wieder eine 45-minütige Sendung produziert, 2022 zwei 45-minütige Sendungen. In den Jahren 2023 und 2024 hat man dann wieder jeweils eine 90-minütige Sendung erstellt.

## Sendetitel und besuchte Regionen
1. Vom Irschenberg zum Tegernsee (2013)
2. Von Bad Tölz ins Werdenfelser Land (2013)
3. Vom Königswinkel nach Kempten (2014)
4. Vom Hintersteiner Tal zum Bodensee (2014)
5. In der südlichen Oberpfalz (2016)
6. In Mainfranken (2016)
7. Von Niederbayern ins Böhmische (2017)
8. Von Bierfranken nach Weinfranken (2017)
9. Von Berchtesgaden nach Salzburg (2018)
10. Von Kaufbeuren ins Mindeltal (2019)
11. Musikgeschichten vom Münchner Oktoberfest (2020)
12. In der nördlichen Oberpfalz (2021)
13. Im Inntal (2022)
14. In Nürnberg und Fürth (2022)
15. Von Niederbayern in die Hallertau (2023)
16. Rund um den Symphonischen Hoagascht (2024)